# Кур 97
Футбольний клуб Кур 97 (нім. Chur 97) — швейцарський футбольний клуб з міста Кур. Клуб засновано 1997 року.

## Історія
Команда з німецькомовного містечка Швейцарії засновано 1 червня 1997 шляхом злиття трьох місцевих команд. Його попередник ФК «Кур» з 1987 по 1993 роки виступав у Національній лізі В та двічі претендував на вихід до Національної ліги А.

## Відомі гравці
- Отто Пфістер (1969–1972)
- Владимир Петкович (1987–1988, 1990–1993)
- Ладислав Юркемик (1989–1992)
- Сенад Лулич (2003–2006)